# Guy Manley – A Real Movie
Guy Manley – A Real Movie är en svensk action-komedifilm från 2024. Filmen är regisserad av David Andersson, som även skrivit manus tillsammans med Baltazar Ploteau.
Filmen premiärvisades på Sitges Film Festival i oktober 2023 och hade biopremiär i Sverige den 13 september 2024.

## Handling
Filmen kretsar kring Guy Manley som tidigare var världens kändaste hemliga agent. Som alkoholiserad pensionär kallas tillbaka för ett sista uppdrag av sin före detta chef Buck Cash. Uppdraget är att döda Bucks bror, Rich Cash, och därmed hindra honom från att bli vald till stadens nya borgmästare.

## Rollista (i urval)
- Baltazar Ploteau – Guy Manley
- Anton Sjölund – Rich Cash
- Milton Björnegren – Lewis Milton
- Omar Myrza – Jésus Maricon-DePuta
- Knut Wistbacka – Buck Cash

## Produktionen
Teamet bakom filmen består av endast 4 personer som gjort allt, från förproduktion, till inspelning och efterbearbetningen. Idén till filmen kom till när regissören och manusförfattaren David Andersson lärde känna huvudrollsinnehavaren och manusförfattaren Baltazar Ploteau under deras gymnasietid. En betaversion av filmen började produceras under gymnasietiden men färdigställdes aldrig. Det var inte förrän 6 år efter gymnasietiden som projektet togs upp igen av hela Nattkomik med ett enda tydligt mål – den här gången ska den bli klar.
Filmen är gjord i Västerås, Västmanland.

## Distribution
Filmen distribueras i Norden av Cinecct Sweden,i Nordamerika genom Level33 och internationellt genom kanadensiska APL Film.